# Panoptikum (socha)
Panoptikum je betonová socha stojící v plzeňské čtvrti Košutce. Skulptura je spíše známa pod přezdívkami králíkožrout, králíkodlak, lidožravý králík či lidožravý králíček. Autorem je sochař a keramik Adam Trbušek, který se inspiroval Goyovou malbou Saturn požírající svého syna.

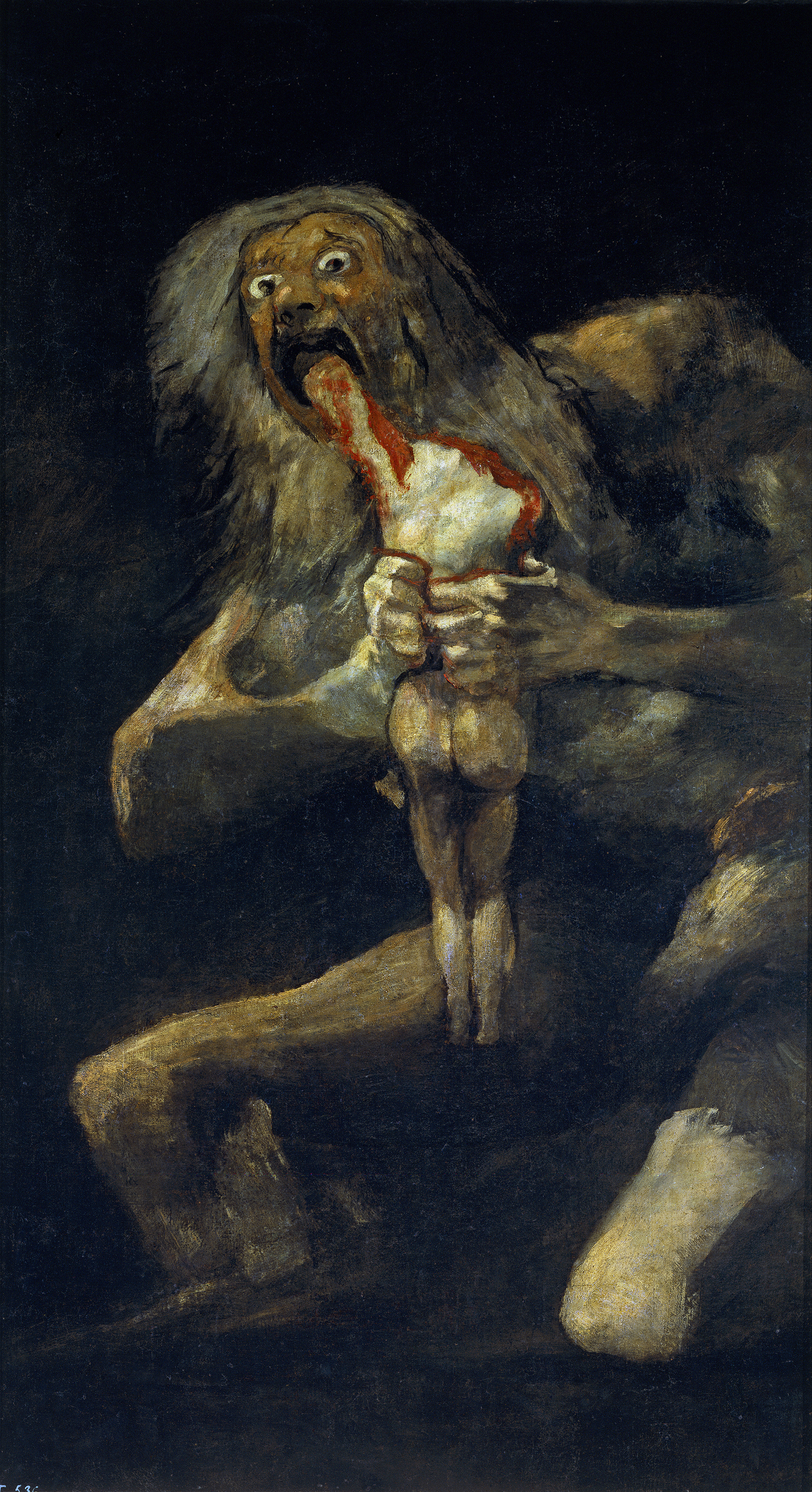
Goya: Saturn požírající svého syna

Socha byla instalována v roce 2015 a, podle slov starosty městského obvodu, patří mezi první sochy osazené na Lochotíně po roce 1988. O zachování králíka rozhodovali občané v anketě již v roce 2018, ze 7 tisíc hlasujících bylo 56 % pro. V roce 2020, u příležitosti vypršení lhůty pronájmu, uspořádal městský obvod Plzeň 1 anketu opětovně, občané Plzně opět rozhodli o jeho zachování.